# Gagea graminifolia
Gagea graminifolia är en liljeväxtart som beskrevs av Aleksei Ivanovich Vvedensky. Gagea graminifolia ingår i Vårlökssläktet och i familjen liljeväxter. Inga underarter finns listade.